# Сент-Обен (Фрібур)
Сент-Обен (фр. Saint-Aubin) — громада  в Швейцарії в кантоні Фрібур, округ Бруа.

## Географія
Громада розташована на відстані близько 36 км на захід від Берна, 17 км на північний захід від Фрібура.
Сент-Обен має площу 7,9 км², з яких на 10,4% дозволяється будівництво (житлове та будівництво доріг), 81,3% використовуються в сільськогосподарських цілях, 6,4% зайнято лісами, 1,9% не є продуктивними (річки, льодовики або гори).

## Демографія
2019 року в громаді мешкало 1835 осіб (+31,9% порівняно з 2010 роком), іноземців було 20,9%. Густота населення становила 233 осіб/км².
За віковим діапазоном населення розподілялося таким чином: 24% — особи молодші 20 років, 62% — особи у віці 20—64 років, 14,1% — особи у віці 65 років та старші. Було 742 помешкань (у середньому 2,5 особи в помешканні).
Із загальної кількості 368 працюючих 55 було зайнятих в первинному секторі, 94 — в обробній промисловості, 219 — в галузі послуг.